# Antithesis
Antithesis ist das dritte Studioalbum der deutschen Black-Metal-Band Secrets of the Moon. Die Songs sind alle in einer relativ einheitlichen Atmosphäre gestaltet, so dass sich keiner besonders hervorhebt.

## Entstehung
Die Band benötigte eineinhalb Jahre, um die Lieder zu schreiben. Das Album wurde wieder in der Klangschmiede Studio E von Markus Stock produziert, der mit der Band befreundet ist und zum zweiten Mal zusammen mit ihr arbeitete. 

## Stil und Inhalt
Der Titel des Albums spielt sowohl auf eine von der Band beabsichtigte, musikalische Neuheit des Albums als auch auf eine Ablehnung der Todesvorstellungen vieler Religionen an, die ein Leben nach dem Tod lehren. Das Lied Metamorphosis enthält nur lateinische Texte. Sie sind von A.D. aufgrund seiner Bewunderung für Ovid verfasst und haben die Schlechtigkeit des Menschen zum Inhalt.
Das Album ist sehr klar produziert. sG wollte damit die „vielen Details, die in unserer Musik vorhanden sind“ hörbar machen.
Zusammen mit den beiden Vorgängeralben bildet Antithesis eine thematische Trilogie zu „Leben, Evolution und Tod“, wobei Antithesis den Tod behandelt.

## Cover
Auf dem Cover ist ein aus drei verschobenen, kongruenten Dreiecken bestehender neunzackiger Stern abgebildet, der ein Symbol für den Mond ist. Über und unter ihm sind jeweils das Bandlogo und der Titel des Albums abgedruckt. Mehrere Linien laufen auf die Mitte des von dunklen Farben dominierten Bildes zu.

## Rezeption
Das Album wird sowohl als musikalische Weiterentwicklung der Band als auch der deutschen Black-Metal-Szene gesehen. Es enthält progressive Elemente und ist ähnlich wie Now, Diabolical von Satyricon minimalistisch. Der „intellektuelle Black Metal“ dürfte laut der Webseite maelstrom.nu für manche schwer verständlich sein, auch wenn sie das für besser hält als den „unkomplizierten Satanismus bei Carpathian Forest“. Obwohl die Weiterentwicklung des Stils mit diesem Album von ihm gelobt wird, ist die Musik dem Rezensenten „Richard“ zu undurchdacht.

## Titelliste
1. Nowhere 11.18 – 2:59
2. Versus – 6:26
3. Ordinance – 7:45
4. Confessions – 7:12
5. Metamorphoses – 6:30
6. Ghost – 8:23
7. Seraphim is dead – 7:45
8. Lucifer speaks – 8:40
9. Exit – 2:58